# Platyrrhinus chocoensis
Platyrrhinus chocoensis là một loài động vật có vú trong họ Dơi mũi lá, bộ Dơi. Loài này được Alberico & Velasco mô tả năm 1991.